# Psittacotherium multifragum
Lo psittacoterio (Psittacotherium multifragum) è un mammifero estinto, appartenente ai teniodonti. Visse nel Paleocene medio (circa 62 - 57 milioni di anni fa) e i suoi resti fossili sono stati ritrovati in Nordamerica.

## Descrizione
Questo animale doveva essere di grosse dimensioni se paragonato alla maggior parte dei mammiferi del periodo: il solo cranio superava i 20 centimetri di lunghezza, e la taglia doveva essere quella di un grosso cane (oltre un metro di lunghezza esclusa la coda), con un peso stimato di circa 50 chilogrammi. 

### Cranio
Psittacotherium era caratterizzato da un cranio robusto e da una mandibola ancor più robusta; l'area dell'inserzione dei muscoli masticatori era molto ampia e i muscoli dovevano essere potentissimi. La parte posteriore del cranio era allungata, ancor più che nell'affine ma più antico Wortmania. Le ossa nasali erano eccezionalmente allungate, e l'osso mascellare era grande e potente. 
La caratteristica più impressionante di Psittacotherium era data dai denti anteriori, che formavano un eccezionale apparato tagliente. Gli incisivi superiori erano caniniformi, e possedevano corona e radice lunghe e ricurve, con lo smalto limitato alla superficie anteriore. La radice dell'incisivo inferiore era più corta e dritta. I canini erano di taglia considerevole, e anch'essi erano dotati di radici e corone allungatissime e ricurve, così come di una banda di smalto anteriore; questa banda acquisiva una forma a spatola a causa dell'usura del dente. I molari superiori erano dotati di un metacono più basso e piccolo del paracono, e di un protocono grande, riunito alla base esterna delle altre cuspidi principali tramite creste basse dotate di piccole cuspidi secondarie. I molari inferiori erano formati da due grandi creste trasversali bicuspidate. Lo smalto formava una banda longitudinale sulle superfici laterali dei denti molari e premolari, meno sviluppata che in forme successive come Ectoganus.

### Scheletro postcranico
Lo scheletro postcranico di Psittacotherium era leggermente più snello di quello di altri mammiferi arcaici paleocenici come Pantolambda. L'omero assomigliava a quello di Onychodectes, ma era più massiccio e la cresta trocleare interna era sottile. Ulna e radio erano corti e massicci, l'ulna appiattita e con un grande olecrano. La mano era probabilmente dotata di cinque dita: le prime due erano molto ridotte. Le falangi ungueali erano grandi, alte e compresse lateralmente, con un margine superiore molto ricurvo. La forma dell'articolazione delle seconde falangi permetteva alle falangi ungueali di distendersi completamente. L'osso lunare era di grande taglia ma non grande quanto quello del successivo Stylinodon. Il femore era corto, robusto e dotato di un terzo trocantere vestigiale. Anche la tibia era corta, massiccia e rettilinea. Le falangi ungueali del piede sono grandi ma molto diverse da quelle della mano: esse erano larghe e piuttosto basse.

## Classificazione
Psittacotherium multifragum venne descritto per la prima volta da Edward Drinker Cope nel 1882, sulla base di resti fossili provenienti da terreni del Paleocene medio del Nuovo Messico. Ulteriori fossili vennero scoperti in varie zone degli Stati Uniti occidentali.

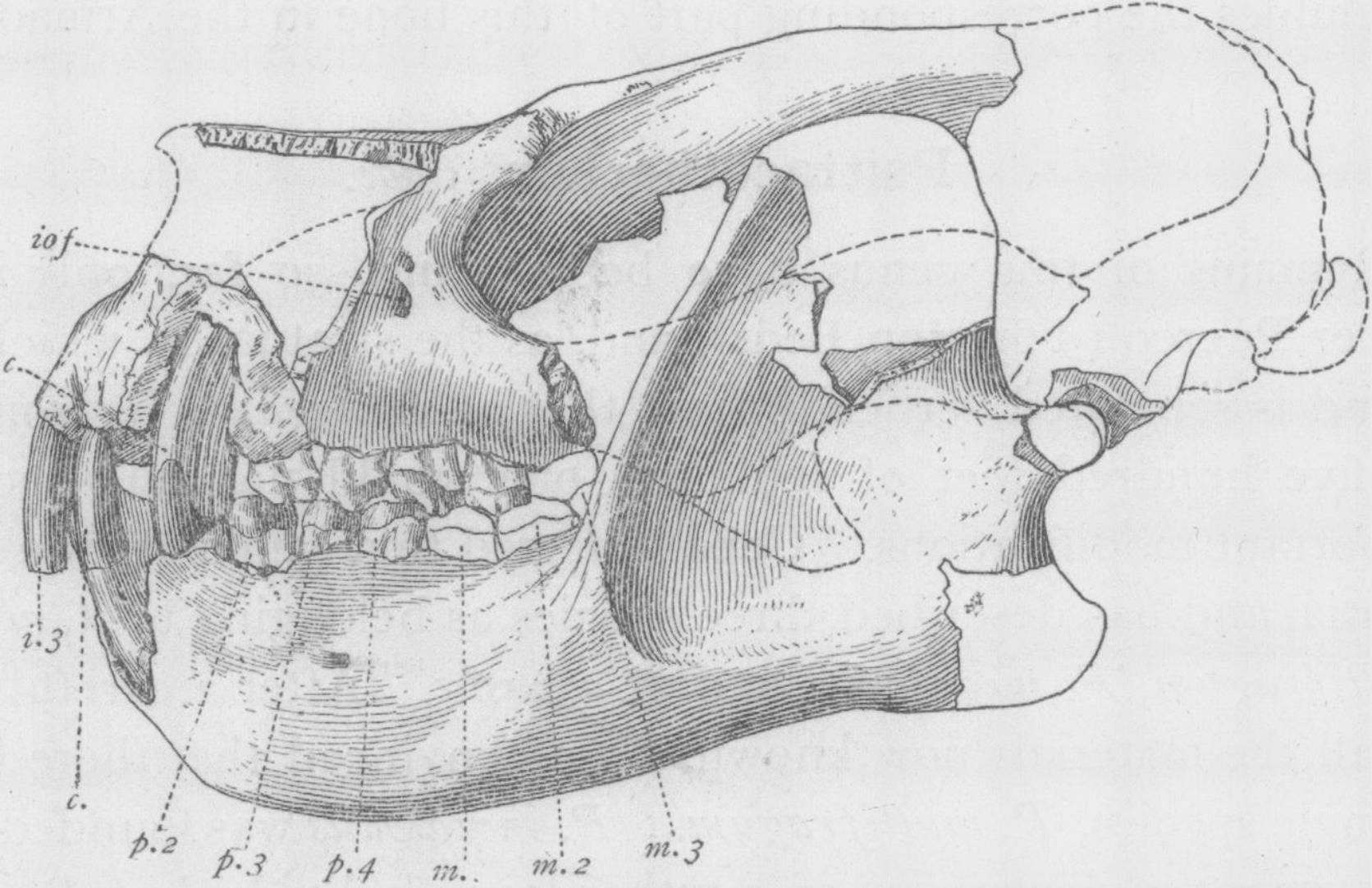
Ricostruzione del cranio di Psittacotherium multifragum

Psittacotherium è un rappresentante dei teniodonti, un gruppo di mammiferi arcaici dalle parentele non chiare, forse appartenenti ai cimolesti. Tra i teniodonti, Psittacotherium occupava una posizione piuttosto derivata, e il suo piano corporeo molto robusto e dalla dentatura possente si riscontra anche nei teniodonti successivi. Questo animale occupava sia temporalmente che evolutivamente una posizione intermedia tra Wortmania ed Ectoganus.

## Paleoecologia
Psittacotherium, la "bestia pappagallo" come indica il nome, aveva un cranio estremamente robusto e e la sua dentatura doveva permettergli di tagliare materiale duro e fibroso, del quale Psittacotherium si nutriva. I grandi artigli ricurvi della mano indicano che era un potente scavatore, così come l'olecrano espanso che fa supporre l'esistenza di potenti muscoli delle "braccia".